# Cryptobatrachus
Cryptobatrachus Ruthven, 1916 è un genere di anfibi della famiglia Hemiphractidae.

## Distribuzione e habitat
Il genere è presente sui pendii delle Ande settentrionali e sulla Sierra Nevada de Santa Marta in Colombia e sulla Sierra de Perijá in Venezuela.

## Tassonomia
Il genere include le seguenti specie:
- Cryptobatrachus boulengeri Ruthven, 1916
- Cryptobatrachus conditus Lynch, 2008
- Cryptobatrachus fuhrmanni (Peracca, 1914)
- Cryptobatrachus pedroruizi Lynch, 2008
- Cryptobatrachus remotus Infante-Rivero, Rojas-Runjaic, and Barrio-Amorós, 2009
- Cryptobatrachus ruthveni Lynch, 2008